# タラナキ山
タラナキ山（たらなきさん、英語: Mount Taranaki）はニュージーランド・北島のタラナキ地方にある標高2,518メートルの山。安山岩を基岩とする成層火山で、エグモント山（英語: Mount Egmont ）とも呼ばれる。
山頂を含む周辺地域はエグモント国立公園に指定されている。初登頂は1839年、エルンスト・ディッフェンバッハ (Ernst Dieffenbach) らによる。

## 名称
ニュージーランドの先住民族・マオリの言葉（マオリ語）で「輝く山」の意味であり、「タラ」は山頂を、「ナキ」（nagaki）は輝きを意味する。冬に山頂部が雪に覆われ、輝くことに由来すると考えられている。周辺に住むイウィによって名付けられた。
ニュージーランドを調査したイギリスの探検家・ジェームス・クックは1770年1月11日にエグモント山と名付けた。これはメガラニカの海洋探査の構想を支持していたジョン・パーセヴァル・エグモント伯爵2世（John Perceval, 2nd Earl of Egmont）の名に因む。
マルク＝ジョゼフ・マリオン・デュフレーヌは1772年3月25日にタラナキ沖から上陸しピク・マスカリンと名付けたが、クックが来訪したことを知らなかった。
政府公式の地図ではかつて「エグモント山」の名称が使われていたが、1986年5月29日をもって「タラナキ山もしくはエグモント山（英: Mount Taranaki or Mount Egmont）」へと変更された。
2019年12月21日にエグモント国立公園からテ・パパクラ・オ・タラナキに変更されたがニュージーランド地名委員会は批准していない。

## 火山活動
タラナキは、地質学的には若い火山である。約13万5000年前に活動を開始し、最近では1850年代（または1860年代）に火口に溶岩ドームを形成した後、側面が崩落した。
最後の大噴火は1655年頃に発生したと考えられ、過去9000年間では小噴火が平均して約90年ごとに、大噴火は約500年ごとに発生している。
マッセー大学の研究で今後50年以内に大きな地震活動が起こる可能性があると発表し、火山灰が東に吹き北島の大部分を覆い交通機関やライフラインに影響が出ると予測された。
ニュープリマスにあるパリトゥトゥ岩(標高156m）と沖合のシュガー・ローフ諸島は175万年前の活動によってできたものである。
ニュープリマス南西約15kmの海岸には約50万年を最後に活動したカイタケ山脈がある。
地域一帯はラハールの危険に晒されており、海岸まで到達するとされている。 
タラナキに最も近いプアカイ山脈はカイタケ山脈に同時期に発生し約24万年まで活動していたと考えられている。
プアカイの広大なクレーターはタラナキによって破壊されたものでエルサム近くにある丘陵は唯一のものである。

## その他
山容は円錐形の富士山に似ており、山麓で映画『ラスト サムライ』が撮られたことでも知られる。

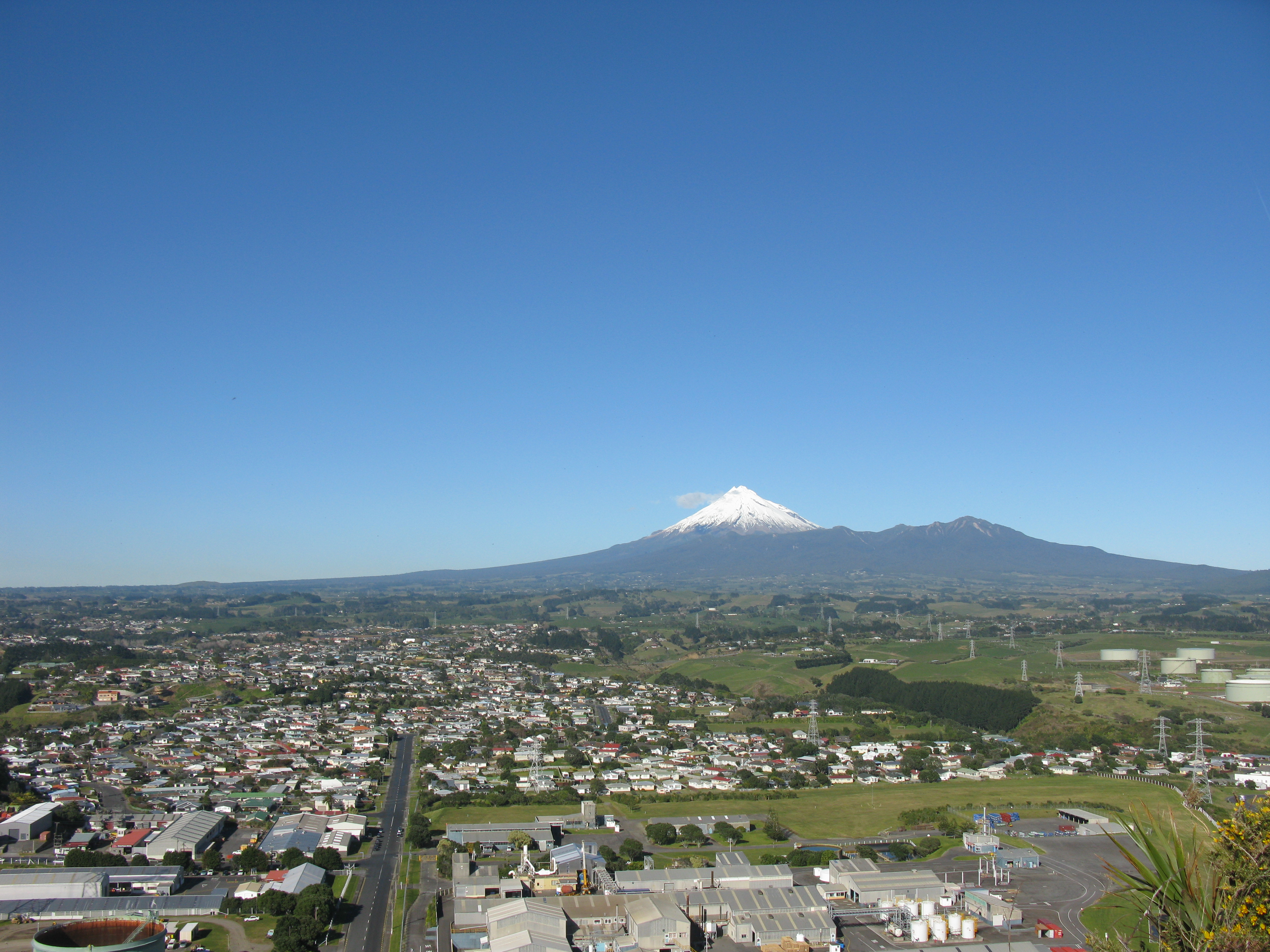
北のニュープリマスから
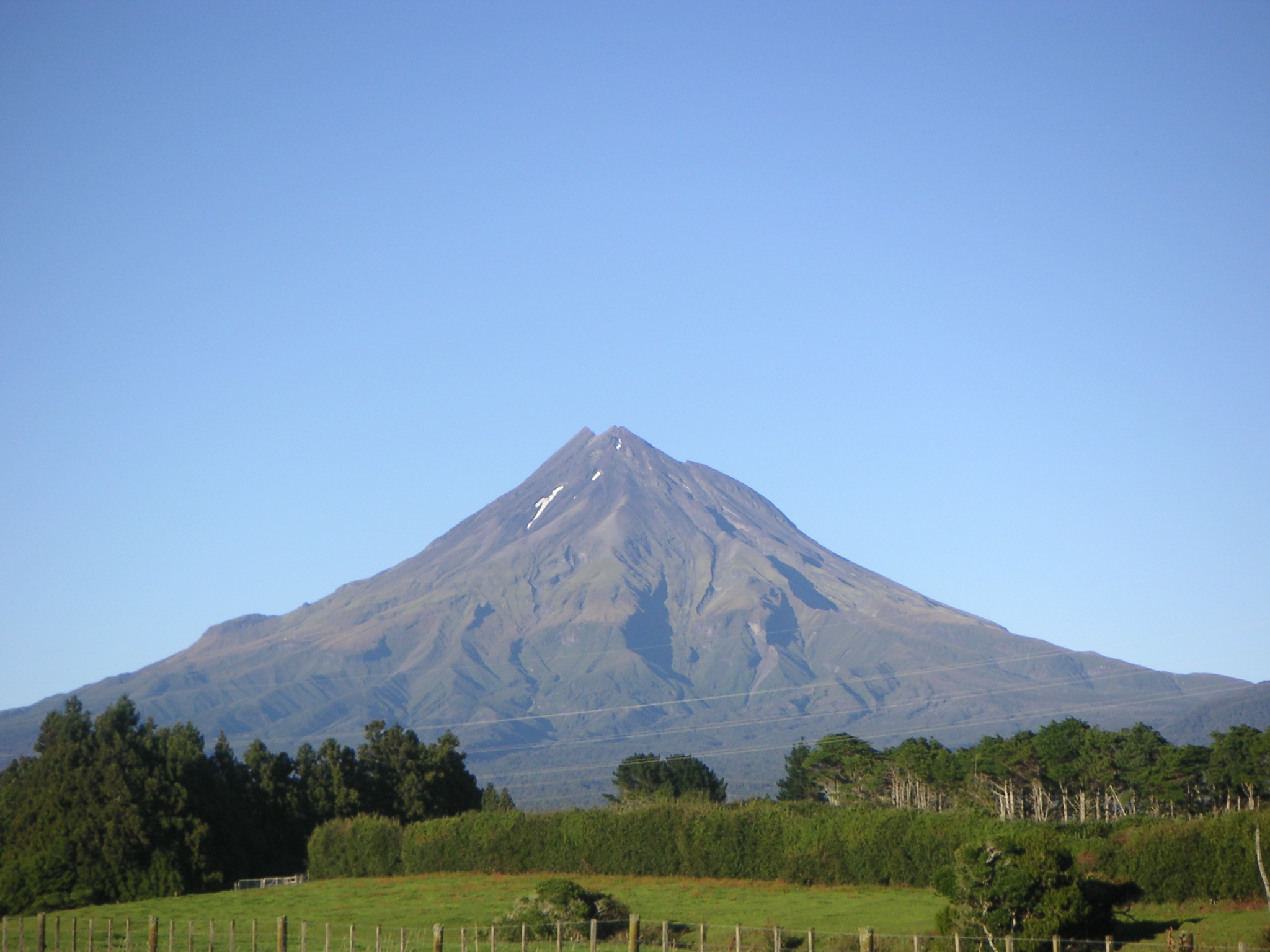
北北東から
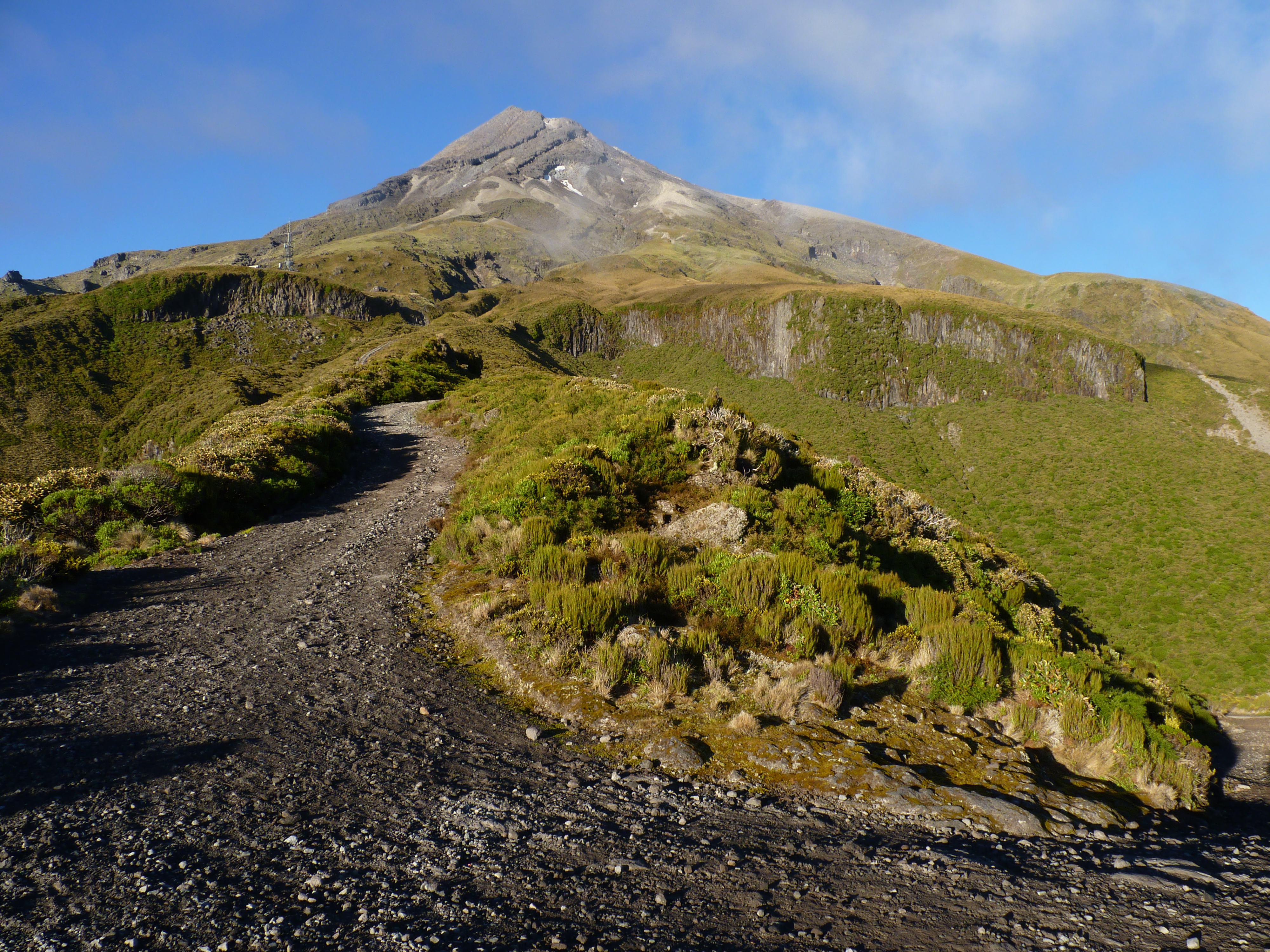
北東から
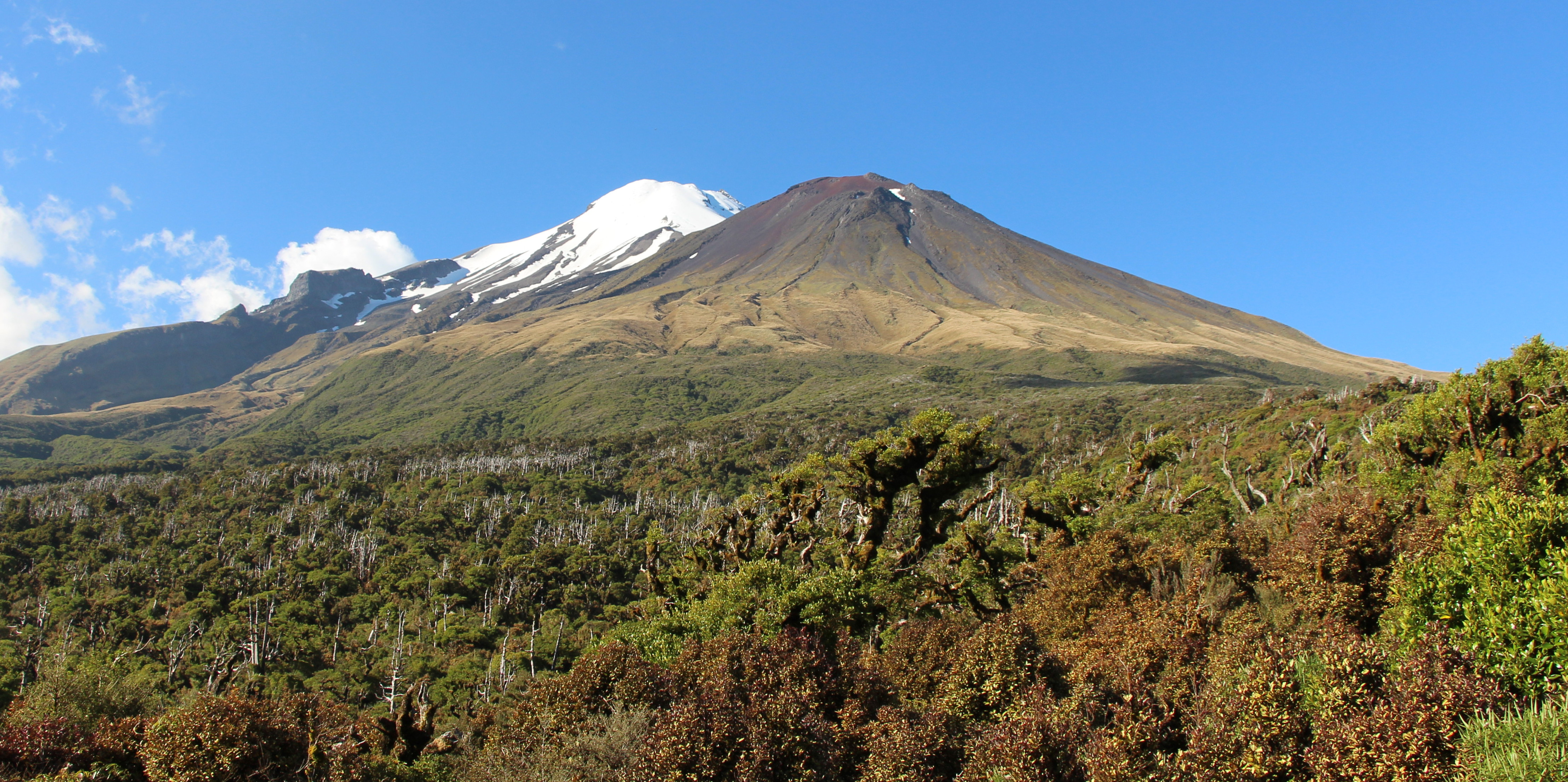
南から 手前がFanthams Peak
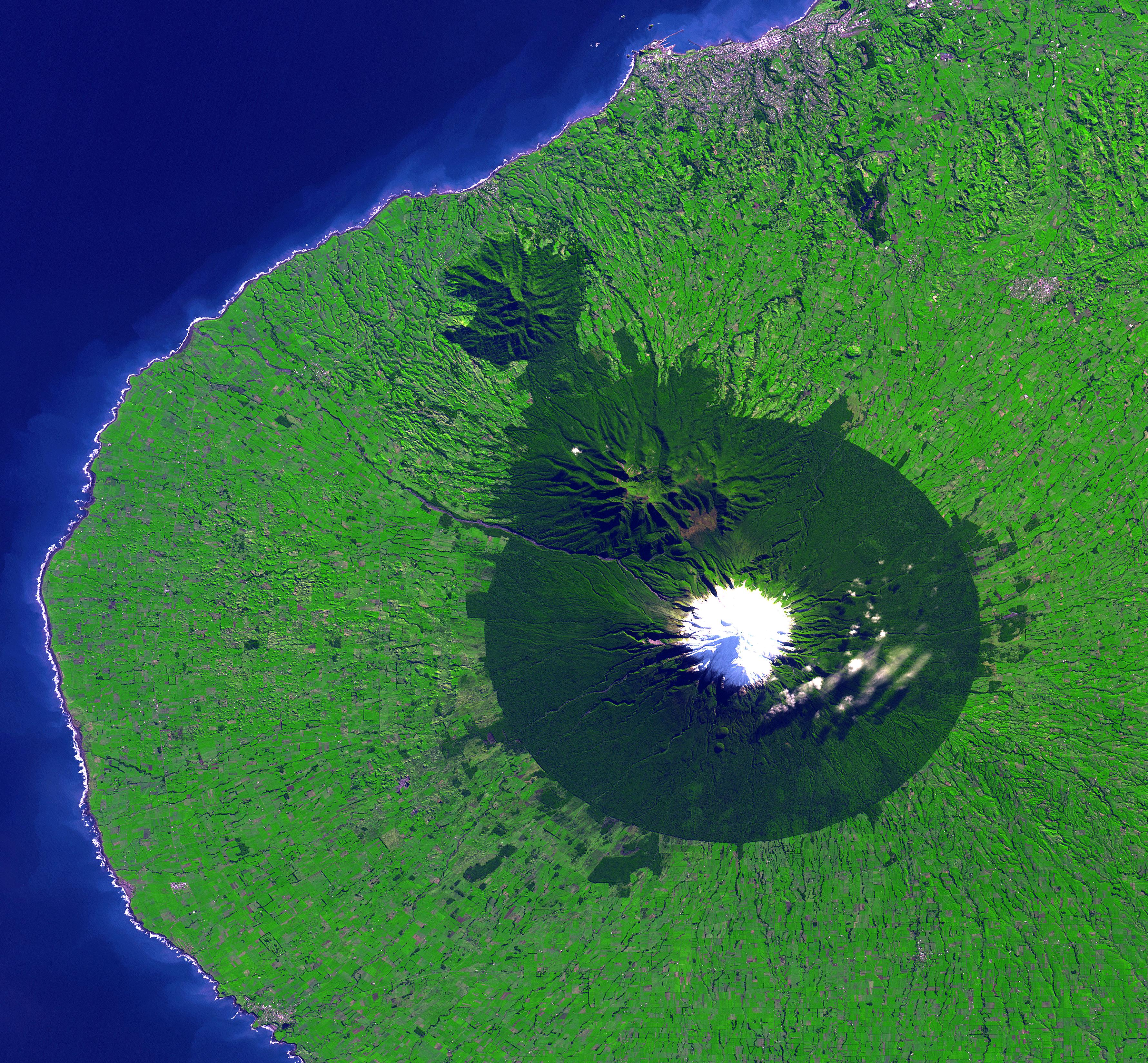
衛星画像